# Theraps coeruleus
Espèce
Theraps coeruleus est une espèce de poissons de la famille des Cichlidae du Mexique, que l'on trouve dans la rivière Tulija.

## Référence
- Stawikowski & Werner : Neue Erkenntnisse uber die Buntbarsche um Theraps lentiginosus mit der Beschreibung von Theraps coeruleus spec. nov. Aquarien- und Terrarien-Zeitschrift, 40-11 pp 499-504.